# Shawinigan
Shawinigan è un comune del Canada, situato in Québec, nella regione amministrativa di Mauricie.